# Yeavering Bell
Yeavering Bell är ett berg i Storbritannien.   Det ligger i grevskapet och kommunen Northumberland i riksdelen England, i den centrala delen av landet, 500 km norr om huvudstaden London. Toppen på Yeavering Bell är 361 meter över havet.
Terrängen runt Yeavering Bell är kuperad åt sydväst, men åt nordost är den platt.Runt Yeavering Bell är det ganska glesbefolkat, med 25 invånare per kvadratkilometer. Närmaste större samhälle är Wooler, 5,5 km öster om Yeavering Bell. Trakten runt Yeavering Bell består i huvudsak av gräsmarker.